# Antoni Prochaska
Antoni Prochaska (ur. 24 maja 1852 w Zaleszczykach Małych, zm. 23 września 1930 we Lwowie) – polski historyk, zajmujący się dziejami polsko-litewskimi w XIV–XV w. oraz historią Rusi Czerwonej, członek Towarzystwa Historycznego we Lwowie.

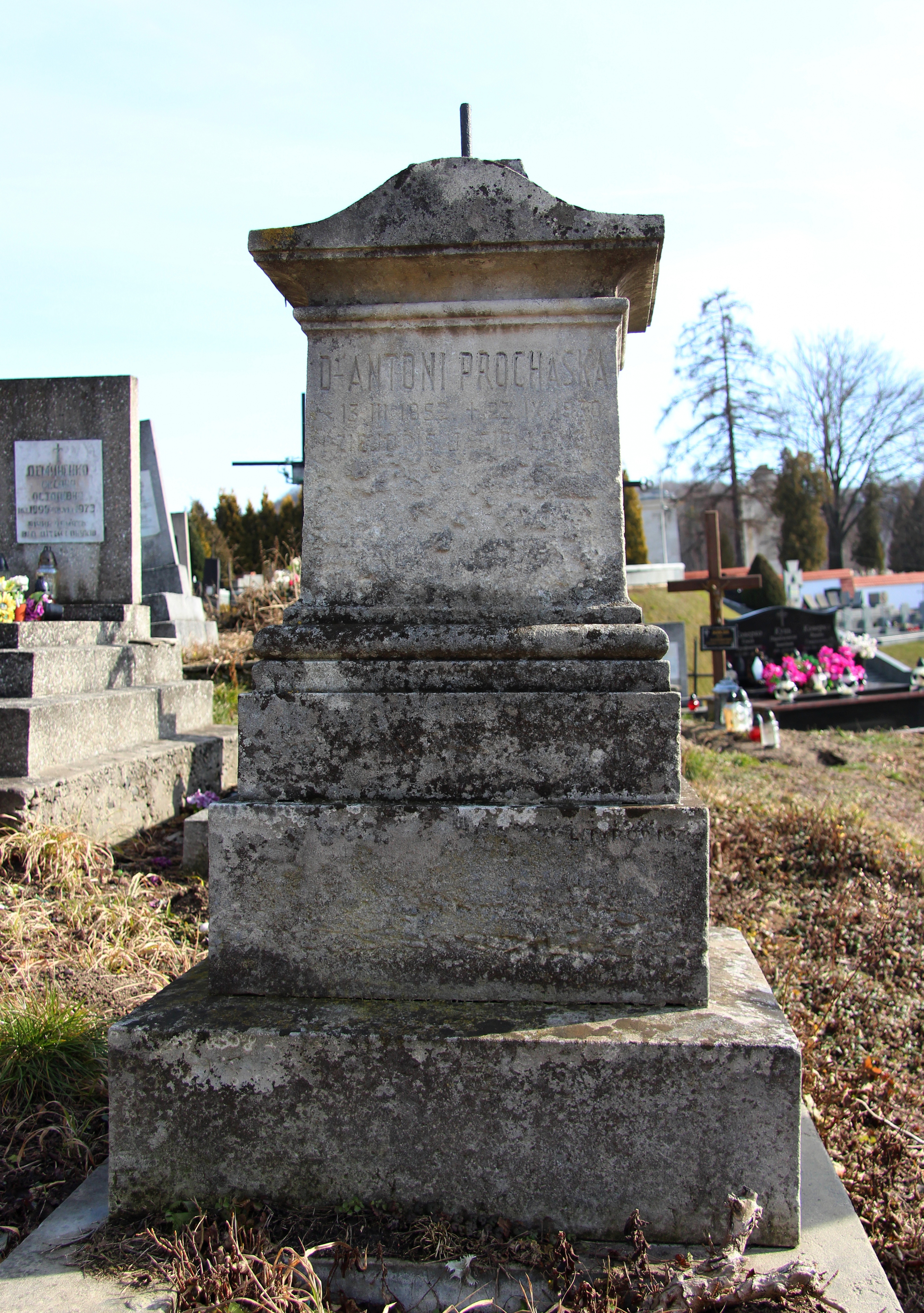
Nagrobek Antoniego Prochaski

## Życiorys
Był najstarszym synem Antoniego (leśniczy) i Agnieszki z Soleckich. Nauki gimnazjalne pobierał w Buczaczu i we Lwowie, gdzie złożył maturę w 1871. Krótko studiował w seminarium duchownym i zapisał się na Wydział Filozoficzny Uniwersytetu we Lwowie. Studiował historię, przebywając również na stypendium w Wiedniu. Pracę doktorską (Polska a Czechy w czasach husyckich) obronił pod kierunkiem Ksawerego Liskego w 1874. Od 1878 do 1929 pracował jako archiwista (kustosz) w Archiwum Akt Grodzkich i Ziemskich we Lwowie. Od 1893 członek Akademii Umiejętności. W 1894 został członkiem Moskiewskiego Towarzystwa Archeologicznego.
Autor książek historycznych. Wydawał też teksty źródłowe, m.in. Codex epistolaris Vitoldi... (1882) oraz Akta grodzkie i ziemskie... (t. 16–24, 1894–1931).

## Ordery i odznaczenia
- Krzyż Oficerski Orderu Odrodzenia Polski (27 listopada 1929)[5][6]

## Wybrane publikacje
- Sejmik wiszeński 1503 r., 1922.
- Latopis litewski: rozbiór krytyczny, 1890 (dostępne w Kujawsko-Pomorskiej Bibliotece Cyfrowej).
- Rok 1410. Przyczyny wojny, 1910 (dostępne w KPBC).
- Codex epistolaris Vitoldi Magni Ducis Lithuaniae 1376–1430 (dostępne w Cyfrowej Bibliotece Narodowej).
- Błogosławiony Jan z Dukli (dostępne w Śląskiej Bibliotece Cyfrowej).
- Dzieje Witołda W. Księcia Litwy (dostępne w ŚBC); wyd. 2, Kraków: „Universitas” 2008.
- Konfederacya Spytka z Melsztyna (dostępne w ŚBC).
- Lwów a szlachta (dostępne w ŚBC).
- Hołdy mazowieckie 1386–1430 (dostępne w ŚBC).
- Hetman Stanisław Żółkiewski (dostępne w ŚBC).
- Ostatnie lata Witołda. Studyum z dziejów intrygi dyplomatycznej (dostępne w ŚBC).
- Charakterystyka Kazimierza Jagiellończyka (dostępne w ŚBC).
- Szkice historyczne z XV wieku (dostępne w ŚBC).
- Przymierze Władysława Jagiełły z Danią (dostępne w ŚBC).
- Uwagi krytyczne o klęsce warneńskiej (dostępne w ŚBC).
- Król Władysław Jagiełło (dostępne w ŚBC: tom 1 i tom 2).
- Ścibor ze Ściborzyc (dostępne w KPBC).
- Wyprawa na Smoleńsk: (z listów litewskiego kanclerza r. 1609–1611), 1911 (planowana publikacja w Repozytorium Cyfrowych Instytutów Naukowych).
- Wyprawa św. Kazimierza na Węgry (wydrukowane w czasopiśmie Ateneum Wileńskie).
- Czasy husyckie, wyd. 2, Kraków: Towarzystwo Autorów i Wydawców Prac Naukowych „Universitas”, 1998.